# Гончаров Олександр Георгійович
Олександр Георгійович Гончаров (рос. Александр Георгиевич Гончаров)  (28 вересня 1910 року, Єйськ, Краснодарський край — 4 листопада 1952 року, Крим) — російський радянський письменник, журналіст.

## Життя і творчість
Олександр Гончаров народився і виріс в робітничій сім'ї. П'ятирічним хлопчиком він залишився сиротою. Виховувався у родичів в місті Ростові-на-Дону. З 15 років почав трудове життя, працюючи підручним слюсаря на електростанції. У 1930-1931 роках працював у Північно-Кавказькому будинку дитячого комуністичного руху, а з 1932 ріка перейшов на роботу в редакцію газети «Робочий Ростов», а потім — в редакцію газети «Ударник».
У 1933 році міськком комсомолу направив Олександра Гончарова в редакцію залізничної газети «Зірка», де він працює протягом дев'яти років. За всі ці роки А. Гончаров опублікував ряд збірок нарисів і оповідань: «Біле золото» (1931), «Ровесники Жовтня» (1932), «Борг» (1941) та інші.
У вересні 1941 року парторганізація Управління Північно-Кавказької залізниці приймає А. Гончарова кандидатом у члени партії, а в березні 1942 року він добровільно йде на фронт.
Олександр Гончаров стає військовим кореспондентом армійської газети. Пише нариси, бойові нариси, фейлетони.
У дні жорстоких боїв на Кавказі в жовтні 1942 року А. Гончаров вирішив стати комуністом і був прийнятий до лав комуністичної партії. А через рік за невтомну кореспондентську діяльність в армійській газеті командування нагороджує Олександра Георгійовича Гончарова медаллю «За бойові заслуги».
Капітан Гончаров заслужено був удостоєний бойової нагороди, але важка хвороба зрештою змусила залишити військову службу.
У грудні 1943 року він повернувся в редакцію газети «Зірка», вже на пост заступника відповідального редактора. Тут він працює два роки.
З осені 1945 року переходить на роботу в Обком партії, а згодом затверджується відповідальним редактором літературно-художнього альманаху «Дон».
У 1946 році в Ростовському книжковому видавництві вийшла книга його оповідань «Перед святом».
З 1947 року хвороба прикувала А. Гончарова до ліжка. Долаючи тяжкий недуг письменник створює свою повість «Наш кореспондент». Книга виходить у Ростові, Москві, а пізніше — в Софії і Варшаві в перекладах на болгарську і польську мови.
У розквіті творчих сил Олександр Георгійович Гончаров пішов з життя, але пам'ять про нього зберігають його твори. Творчість А. Р. Гончарова високо оцінили письменники: Віталій Закруткін, Борис Польовий та інші.
Олександр Георгійович помер у Криму, в санаторії, 4 листопада 1952 року. Коли через кілька днів його ховали сотні ростовчан на Братському кладовищі, в кіосках міста з'явився листопадовий номер журналу «Жовтень», де була надрукована повість «Наш кореспондент». Номер журналу поклали на груди письменника.

## Твори А. Р. Гончарова
Окремі видання
- Перед святом. — Ростов н/Д: Ростиздат, 1946.

- Наш кореспондент. — М: Радянський письменник, Гослитиздата, Воениздат, Ростиздат, 1953.